# Melanterius lamellatus
Melanterius lamellatus – gatunek chrząszcza z rodziny ryjkowcowatych i podrodziny Molytinae.
Gatunek ten opisany został w 1913 roku przez Arthura Millsa Lea.
Chrząszcz o ciele długości od 5,75 do 6,25 mm, ubarwionym czarno z ryjkiem, czułkami i stopami bladoczerwonymi, gęsto pokrytym łuskami smolistymi i, w formie plamek, białymi. Nasadowa połowa długiego, umiarkowanie zakrzywionego i cienkiego ryjka ma żeberko środkowe. Trzonek czułka nieco krótszy niż funiculus. Na umiarkowanie poprzecznym przedpleczu gęste punktowanie i śladowa linia środkowa. Boki pokryw są równoległe prawie do wierzchołka. Rzędy na pokrywach tworzą dość duże lecz prawie całkiem zakryte punkty. Niektóre międzyrzędy częściowo wyniesione: przyszwowy od połowy długości do wierzchołka pokryw, trzeci od miejsca przed połową do wierzchołka, piąty i siódmy na mniejszym dystansie. Uda przednich odnóży z bardzo drobnym, zaś środkowych i tylnych z małym i ostrym ząbkiem.
Ryjkowiec znany z australijskiego Queensland.